# Zarządzenie
Zarządzenie – akt normatywny albo stosowania prawa wydany przez jednoosobowy organ władzy wykonawczej albo sądowniczej, np. prezydenta RP, prezesa Rady Ministrów, ministra, czy kierownika urzędu centralnego albo sędziego na podstawie ustawy. Zarządzenie nie stanowi źródła powszechnie obowiązującego prawa ani nie jest podstawą decyzji wobec ogółu, osób prawnych oraz innych podmiotów. Ma charakter najczęściej wewnętrzny i obowiązuje tylko jednostki organizacyjne podległe organowi, który je wydaje albo osoby, których dotyczy.
Zarządzenie może być wydane również przez jednostki niezwiązane z prawem państwowym i ustawodawstwem, które są centralne dla instytucji i korporacji (np. zarząd spółki handlowej). Zarządzenie tak wydane ma charakter i funkcjonuje jako wewnętrzna zasada postępowania, jednak nie może być sprzeczne ani łamać prawa określonego w ustawie ustanowionej przez organy właściwe.
Odmiennym rodzajem zarządzenia jest dekret.